# Dizzee Rascal
Dizzee Rascal, właściwie Dylan Mills (ur. 18 września 1984 w Londynie) – angielski raper i producent muzyczny. Debiutanckim albumem Boy in da Corner (2003) wpisał się w nurt wykonawców nowego gatunku muzycznego nazwanego grime. Płyta ta przyniosła mu, jako najmłodszemu wykonawcy w historii, nagrodę Mercury Prize (2003). Otrzymał również nagrodę magazynu New Musical Express (2004) oraz był wielokrotnie nominowany do Brit Awards. W 2010 roku nagrany przez niego i znanego brytyjskiego komika Jamesa Cordena cover utworu Shout zespołu Tears For Fears, został oficjalną piosenką reprezentacji Anglii na Mistrzostwa Świata w Piłce Nożnej 2010 w RPA.
Dwa lata później, jego piosenka Scream stała się jedną z oficjalnych piosenek Letnich Igrzysk Olimpijskich w Londynie.

## Dyskografia
Albumy studyjne
| Boy in da Corner            | - Data: 21 lipca 2003 - Wydawca: XL Recordings   | 23 | –  | –  | - UK: złota płyta     |
| Showtime                    | - Data: 6 września 2004 - Wydawca: XL Recordings | 8  | –  | –  | - UK: złota płyta     |
| Maths + English             | - Data: 4 czerwca 2007 - Wydawca: XL Recordings  | 7  | –  | –  | - UK: złota płyta     |
| Tongue n’ Cheek             | - Data: 21 września 2009 - Wydawca: Dirtee Stank | 3  | 18 | 9  | - UK: platynowa płyta |
| The Fifth                   | - Data: 30 września 2013 - Wydawca: Dirtee Stank | 10 | 33 | 40 |                       |
| „–” album nie był notowany. |                                                  |    |    |    |                       |

Single
| „I Luv U”                                                 | 2003 | 39 | –  | –  |                       | Boy in da Corner |
| „Fix Up, Look Sharp”                                      | 2003 | 17 | –  | –  |                       | Boy in da Corner |
| „Jus’ a Rascal”                                           | 2003 | 30 | –  | –  |                       | Boy in da Corner |
| „Stand Up Tall”                                           | 2004 | 10 | –  | –  |                       | Showtime         |
| „Dream”                                                   | 2004 | 14 | –  | –  |                       | Showtime         |
| „Off 2 Work”/„Graftin'”                                   | 2004 | 44 | –  | –  |                       | Showtime         |
| „Sirens”                                                  | 2007 | 20 | –  | –  |                       | Maths + English  |
| „Pussyole (Old Skool)”                                    | 2007 | 22 | –  | –  |                       | Maths + English  |
| „Flex”                                                    | 2007 | 23 | –  | –  |                       | Maths + English  |
| „Dance wiv Me” (featuring Calvin Harris & Chrome)         | 2008 | 1  | 13 | 48 | - UK: platynowa płyta | Tongue n’ Cheek  |
| "Bonkers" (featuring Armand van Helden)                   | 2009 | 1  | 13 | 58 | - UK: platynowa płyta | Tongue n’ Cheek  |
| „Holiday” (featuring Chrome)                              | 2009 | 1  | 30 | 78 | - UK: złota płyta     | Tongue n’ Cheek  |
| „Dirtee Cash”                                             | 2009 | 10 | –  | –  |                       | Tongue n’ Cheek  |
| „You Got the Dirtee Love” (oraz Florence and the Machine) | 2010 | 2  | 27 | –  |                       | Tongue n’ Cheek  |
| „Dirtee Disco”                                            | 2010 | 1  | 68 | –  |                       | Tongue n’ Cheek  |
| „–” singel nie był notowany.                              |      |    |    |    |                       |                  |

## Nagrody i wyróżnienia
| Rok  | Kategoria              | Tytułem       | Nagroda            | Nota      |
| ---- | ---------------------- | ------------- | ------------------ | --------- |
| 2003 | Best Newcomer          | Dizzee Rascal | Urban Music Awards | Laur      |
| 2010 | Best British Male      | Dizzee Rascal | Brit Awards        | Laur      |
| 2010 | Best International Act | Dizzee Rascal | BET Awards         | Laur      |
| 2014 | Best International Act | Dizzee Rascal | BET Awards         | Nominacja |